# A Mais Perfeita Forma de Amor
A Mais Perfeita Forma de Amor é o sétimo álbum de estúdio (oitavo da carreira) do cantor Vinny, representativo por abandonar o pop dançante dos álbuns anteriores para focar no pop rock.
Foi gravado e lançado em 2004, com o selo Indie Records.

## Faixas
01 A Mais Perfeita Forma de Amor 

02 Universo Paralelo 

03 Depois da Tempestade 

04 Só um Beijo 

05 Vamos Escapar Daqui 
 
06 Romance Ideal 

07 Nesses Dias 

08 Não Vou Fugir 

09 Acho que Te Amo 

10 O Nome do que Sinto 

11 Minha Highway 

12 Eu Sem Você 

13 Agora é Sua Vez 

14 Mary Jane